# 佐々木直亮
佐々木 直亮（ささき なおすけ、1921年1月17日 - 2007年9月9日）は、医学博士、弘前大学名誉教授（衛生学）、疫学者。

## 来歴・人物
1921年1月17日東京都港区三田綱町に生まれる。慶應義塾幼稚舎、慶應義塾普通部を経て、1943年9月慶應義塾大学医学部卒業。1956年弘前大学医学部教授（衛生学）に就任。1986年退官、弘前大学名誉教授の称号を授与される。2007年9月9日午後9時頃、脳卒中のため青森県弘前の自宅で死去(享年86)。墓所は東京都港区の青山霊園。二男は指揮者の佐々木修。幕末の豪商伊藤八兵衛の曾孫。渋沢栄一の後妻の兼子は伯叔母にあたる。

## 賞歴
1974年日本における高血圧の疫学的研究について毎日学術奨励賞、1981年衛生学青森県褒賞、1983年青森県の特産物であるりんごの高血圧予防効果を世界にさきがけて指摘したことにより木村甚弥賞（りんご顕彰会）、1986年脳卒中・高血圧予防についての疫学研究と地域住民の保健活動の推進の貢献に対し保健文化賞（厚生大臣賞））、1995年勲三等旭日中綬章、1996年、脳血管障害に関する基礎的臨床的研究分野における多大の貢献に対し美原賞、同年日本公衆衛生学会推薦により中冨健康科学振興賞、2002年青森りんごの発展に貢献した功績により青森りんご勲章を授与された。

## 昭和30年代の記録写真〜青森「人々と生活と」
1954年に津軽に赴任した佐々木直亮は、専門である衛生学の研究のために写真を記録し、28,000コマを超える膨大なネガフイルム群として残された。特に、昭和30年代（1955年~1965年）に撮影された写真群は、家庭にカメラが普及する以前の青森県人の暮らしぶりを伝える第一級資料と言える。佐々木直亮の写真群の資料的価値が高いのは、撮影された写真の殆どが撮影年月と撮影地を特定できるということにある。そして、衛生学者としての視点から、明確な意図を持って撮影された写真が、青森県の人々の暮らしぶりを具体的に語る写真資料である。
写真はパブリックドメインで、2010年青森県立郷土館に寄贈されデジタルアーカイブとなっているほか、YouTubeなどでも閲覧が可能である。